# Cataetyx niki
Cataetyx niki is een straalvinnige vissensoort uit de familie van naaldvissen (Bythitidae). De wetenschappelijke naam van de soort is voor het eerst geldig gepubliceerd in 1981 door Cohen.
Het is een vis die voorkomt op diepten tussen 1000 en 1100 meter. De soort werd waargenomen in de zuidoostelijke Atlantische Oceaan (voor de kust van Zuid-Afrika) en de zuidwestelijke Stille Oceaan (voor de kust van Australië).
De soort bereikt een lengte van 64 cm.